# Dylan Cole
Dylan Cole ist ein US-amerikanischer Szenenbildner.

## Leben
Cole wuchs mit einer Liebe für Science-Fiction auf und schloss im Jahr 2001 sein Studium der Bildende Kunst ab. Seit seinem Debüt mit Der Herr der Ringe: Die Rückkehr des Königs arbeitete er zunächst als Matte Painter. Dazu kamen noch Tätigkeiten als Concept artist, so etwa bei Avatar – Aufbruch nach Pandora. Schließlich stieg er auf und leitete das Szenenbild bei Maleficent – Die dunkle Fee und bei Avatar: The Way of Water. Für seine Arbeit an Letzterem wurde er in der Kategorie bestes Szenenbild für einen Oscar nominiert. Bei dem Film war er zuständig für die Gestaltung der digitalen Landschaften, besonders die Wald- und Unterwasserszenen, während sich sein Kollege Ben Procter um die Gestaltung der physischen Szenenbilder kümmerte.
Ende Juni 2023 wurde Cole Mitglied der Academy of Motion Picture Arts and Sciences.

## Filmografie (Auswahl)
- 2003: Der Herr der Ringe: Die Rückkehr des Königs
- 2004: Van Helsing
- 2004: Riddick: Chroniken eines Kriegers
- 2006: Superman Returns
- 2009: 2012
- 2009: Avatar – Aufbruch nach Pandora
- 2011: Conan
- 2014: Maleficent – Die dunkle Fee
- 2016: Game of Thrones
- 2019: Alita: Battle Angel
- 2022: Avatar: The Way of Water

## Auszeichnungen (Auswahl)
- 2023: Critics’-Choice-Awards-Nominierung in der Kategorie bestes Szenenbild für Avatar: The Way of Water
- 2023: Oscar-Nominierung in der Kategorie bestes Szenenbild für Avatar: The Way of Water[2]